# Przełęcz Majdan
Przełęcz Majdan (625 m n.p.m.) – przełęcz w środkowej części Beskidu Niskiego, położona pomiędzy szczytami Mareszki (801 m n.p.m.) a Magury (822 m n.p.m.). Niegdyś przez przełęcz przebiegała droga z Bartnego do nieistniejącej wsi Świerzowa Ruska – do dziś jest fragmentami przejezdna.

Na przełęczy znajdują się podmokłe łąki.

## Piesze szlaki turystyczne
- Główny Szlak Beskidzki na odcinku: Wołowiec – Bacówka PTTK w Bartnem – Przełęcz Majdan (625 m n.p.m.) – Magura (842 m n.p.m.) – Świerzowa (801 m n.p.m.) – Kolanin (705 m n.p.m.)